# Marcin Gasztołd
Marcin Gasztołd (Martynas Goštautas; ur. ok. 1428, zm. w 1483 roku) – członek rady hospodarskiej Wielkiego Księstwa Litewskiego w 1473 roku, wojewoda trocki w latach 1481–1483, wojewoda kijowski w latach 1471–1480, marszałek ziemski w latach 1477–1479, namiestnik nowogrodzki w latach 1464–1471,  litewski magnat i polityk.
Wnuk Andrzeja Gasztołda, syn Jana (Iwaszki) Gasztołda. Przebywał na służbie Kazimierza Jagiellończyka. W 1470 roku został wyznaczony pierwszym litewskim wojewodą kijowskim, ale nie udało mu się objąć urzędu z powodu oporu miejscowych. Kijów zdobył zbrojnie w 1471 roku. Nie udało mu się odeprzeć najazdu tatarskiego w 1474 roku. Nie znajdując wsparcia lokalnych dostojników i miejscowej ludności, zrzekł się w 1475 roku urzędu i wyjechał na północ Wielkiego Księstwa Litewskiego.
W 1477 roku został naznaczony marszałkiem ziemskim litewskim, a w 1480 - wojewodą trockim.
Miał syna Olbrachta i córkę Elżbietę Radziwiłłową. Był dziadem Stanisława Gasztołda.